# Arctomelon
Arctomelon là một chi ốc biển, là động vật thân mềm chân bụng sống ở biển trong họ Volutidae.

## Các loài
Các loài thuộc chi Arctomelon bao gồm:
- Arctomelon benthalis (Dall, 1896)[2]
- Arctomelon stearnsii (Dall, 1872)[3]
- Arctomelon tamikoae (Kosuge, 1970)[4]